# Gare de Boisseaux
Gare de Boisseaux – przystanek kolejowy w Boisseaux, w departamencie Loiret, w Regionie Centralnym, we Francji.
Jest przystankiem kolejowym Société nationale des chemins de fer français (SNCF), obsługiwanym przez pociągi TER Centre.

## Położenie
Znajduje się na km 80,940 linii Paryż – Bordeaux, pomiędzy stacjami Angerville i Toury, na wysokości 137 m n.p.m.

## Linie kolejowe
- Paryż – Bordeaux